# كيفن سوليفان (سياسي أمريكي)
كيفن سوليفان (بالإنجليزية: Kevin Sullivan)‏ هو سياسي أمريكي، ولد في 9 نوفمبر 1958 في إفرغرين بارك في الولايات المتحدة. حزبياً، نشط في الحزب الجمهوري.